# 乳醛还原酶
乳醛还原酶（英語：lactaldehyde reductase，EC 1.1.1.77 （页面存档备份，存于））是一种以NAD+或NADP+为受体、作用于供体CH-OH基团上的氧化还原酶。这种酶能催化以下酶促反应：
(R)[或(S)]-1,2-丙二醇 + NAD+ {\displaystyle \rightleftharpoons } (R)[或(S)]-乳醛 + NADH + H+
乳醛还原酶主要参与丙酮酸的代谢过程以及乙醛酸和二羧酸的代谢过程。